# Ljudmila Arloŭskaja
Ljudmila Vasileŭna Lysenka, coniugata Arloŭskaja (in bielorusso Людміла Васілеўна Лысенка-Арлоўская?; Tver', 2 novembre 1973), è un'ex biatleta bielorussa.
È indicata anche con la variante russa del suo nome, Людмила Орловская  (Ljudmila Orlovskaja).

## Biografia
In Coppa del Mondo ottenne il primo risultato di rilievo il 9 dicembre 1993 a Bad Gastein (19ª) e ottenne l'unica vittoria, nonché primo podio, il 21 dicembre 2002 a Osrblie.
In carriera prese parte a due edizioni dei Giochi olimpici invernali, Lillehammer 1994 (50ª nella sprint) e Salt Lake City 2002 (51ª nell'individuale, 7ª nella staffetta), e a cinque dei Campionati mondiali (4ª nella gara a squadre a Ruhpolding 1996 il miglior piazzamento).

## Palmarès

### Coppa del Mondo
- Miglior piazzamento in classifica generale: 48ª nel 2001
- 3 podi (tutti a squadre[1]):
  - 1 vittoria
  - 1 secondo posto
  - 1 terzo posto

#### Coppa del Mondo - vittorie
| Data             | Località | Nazione    | Spec.                                                       |
| ---------------- | -------- | ---------- | ----------------------------------------------------------- |
| 21 dicembre 2002 | Osrblie  | Slovacchia | RL (con Lilija Efremova, Vol'ha Nazarava e Alena Zubrylava) |

Legenda:

RL = staffetta